# Fauvery
Le Fauvery est une petite rivière du Var, longue d’environ 8 km, qui prend sa source à mi-pente du Gros Bessillon aux limites de Cotignac et de Pontevès.
C’est le principal affluent de l'Eau Salée avec laquelle il conflue à Barjols.
Juste après sa source, le Fauvery, dont le nom signifie en provençal "il faut le voir", pénètre sur le territoire de Pontevès où il a engendré une vallée. Il traverse la commune dans un relief très encaissé et pentu, et offre de plusieurs cascades. Le Fauvery a été aménagé très tôt pour répondre aux importants besoins de Barjols en eau. Un circuit a été créé qui permet de visualiser les aménagements hydrauliques, le fonctionnement d'une microcentrale hydroélectrique et ses conséquences sur le milieu aquatique.
Au confluent du Fauvery et de l'Eau Salée, Barjols a été surnommé le «Tivoli de Provence». On y trouve la Maison Régionale de l’Eau qui a pour triple vocation les études, la formation et la communication concernant l’eau.